# Peter Arnoldus Petersen
Peter Arnoldus Petersen (Kristiania, 1851. március 21. – 1916. augusztus 12.) német származású norvég üzletember.

## Családja
A német Johan Gottfried Schmidt és a dán Frederikke Døderlein gyermekeként született, 1852-ben mindketten elhunytak, édesanyja testvére fogadta örökbe, aki feleségül ment az üzletember Peter J. K. Petersenhez (1821–1896). Sigvart Petersen első unokatestvére. Fogadott apja 1896-ban elhunyt, így Peter Arnoldus örökölte meg a vállalkozását és az Osztrák–Magyar Monarchia főkonzuli címét.